# MGM-31A Pershing I
MGM-31 Pershing I – amerykański taktyczny pocisk balistyczny krótkiego zasięgu (SRBM), uzbrojony w głowicę jądrową W50 o mocy 400 kiloton. Pocisk ten skonstruowany został w celu zastąpienia w Europie pocisku SSM-A-14 Redstone. Wkrótce po rozmieszczeniu tego pocisku w 1964 roku w Europie, przystąpiono do prac nad jego ulepszoną wersją Pershing IA, której dyslokację w Europie rozpoczęto w roku 1969.
Pociski Pershing I i IA były taktycznymi pociskami balistycznymi przeznaczonymi do zapewnienia wsparcia w Europie, w trakcie trwającej wówczas zimnej wojny.

## Historia
31 października 1956 r. Research and Development Department of the Army zażądał rozpoczęcia prac studialnych nad pociskami balistycznymi o zasięgu 500 i 750 mil morskich, które ostatecznie wszczęte zostały przez Army Ballistic Missile Agency (ABMA) poprzez określenie podstawowych wymagań systemu nazwanego Pershing I. Zadanie opracowania żądanego pocisku przyjęło na siebie przedsiębiorstwo Martin Company of Orlando (aktualnie, po kilku przekształceniach i przejęciach kapitałowych Lockheed Martin). Zawarty 28 marca 1956 roku kontrakt, opiewał na przeprowadzenie badań naukowych, konstrukcję oraz produkcję początkową nowego systemu, pod technicznym nadzorem władz Stanów Zjednoczonych.
Pierwszy start pocisku miał miejsce 25 lutego 1960 roku, zaś pierwsza bateria US Army otrzymała nowe pociski w czerwcu 1962 roku.
24 maja 1965 roku sekretarz obrony USA zaakceptował program rozwoju pocisku Pershing IA, przekształcona już w tym czasie Martin Company of Orlando w Martin Marietta otrzymała kontrakt produkcyjny dla nowego pocisku w roku 1967. We wrześniu 1969 roku zakończono przezbrajanie pierwszej amerykańskiej jednostki w Europie 4th Battalion, 41st Artillery w nowe pociski, zaś przezbrojenie wszystkich europejskich jednostek zakończono 22 stycznia 1970 roku.
Po zawarciu Traktatu INF pomiędzy Stanami Zjednoczonymi a Związkiem Radzieckim, wszystkie pociski Pershing wraz z systemami naziemnymi – w tym Pershing IA – zostały zniszczone pod kontrolą inspektorów radzieckich. Stopnie napędowe niszczono przez ich naziemne (statyczne) odpalenie i wypalenie paliwa, a następnie zmiażdżenie. Ostatni pocisk Pershing IA zniszczono pięć miesięcy przed wyznaczonym traktatem terminem, 6 lipca 1989 roku.

## Opis
Pershing IA przenosiły głowice jądrowe W50 o mocy 400 kT, na odległość do 740 km. Pocisk ten naprowadzany był bezwładnościowo z dokładnością CEP poniżej 150 metrów, co jak na początek lat siedemdziesiątych XX wieku, było znakomitym osiągnięciem. Napędzany dwoma stopniami napędowymi na paliwo stałe pocisk, miał 4600 kg całkowitej masy startowej, 10,55 m długości i 1,02 m średnicy.
Pociski Pershing skonstruowane zostały dla zapewnienia wsparcia w Europie, w trakcie trwającej wówczas Zimnej Wojny. Charakteryzując się bardzo dobrą jak na swoje czasy celnością CEP: 150 metrów, zdolne były do niszczenia nawet utwardzonych celów, jak bunkry dowodzenia czy centra łączności. W przeciwieństwie do późniejszych, bardziej nowoczesnych i precyzyjnych pocisków MGM-31B Pershing II, dzięki znacznie silniejszej głowicy jądrowej W50 o mocy do 400 kT, Pershing I mogły niszczyć duże skupiska ludności i wielkie instalacje wojskowe. Jednakże ograniczony do zaledwie 740 km zasięg tych pocisków, zmniejszał ich zastosowanie jedynie do wykorzystania taktycznego – niszczenia celów znajdujących się w pobliżu linii frontu. Podstawowym zadaniem tych pocisków było zapewnienie siłom NATO możliwości taktycznej odpowiedzi na atak sił Układu Warszawskiego na europejskie kraje Sojuszu, w razie eskalacji ewentualnej wojny w Europie, zaś umieszczenie pocisków na mobilnych wyrzutniach typu TEL, umożliwiało przemieszczanie się ich wraz z przechodzącymi do spodziewanego kontrnatarcia siłami konwencjonalnymi NATO. Umieszczenie ich na lekkich mobilnych wyrzutniach, miało na celu także minimalizację ich podstawowej słabości wynikającej ze stosunkowo niewielkiego zasięgu, poprzez zwiększenie w ten sposób liczby dostępnych celów.